# Якерсон Семен Самійлович
Семе́н Самуї́лович Якерсо́н (нар. 30 листопада 1897 — пом. 27 березня 1951) — український військовий діяч, сотник Армії УНР.

## Життєпис
Походив з єврейської міщанської родини Вінниці, юдей за віросповіданням. Батько — Самуїл Якерсон, за освітою технік, мати — Лія Якерсон, була родом з Немирова.
З 1908 до 1914 року навчався у Вінницькій комерційній школі, та закінчив Комерційне училище Файга в Одесі. Закінчив Одеське артилерійське училище (листопад 1917), вийшов прапорщиком до Одеської гайдамацької бригади військ Центральної Ради. 9 травня — 6 листопада 1918 р. служив в управлінні Уманського повітового військового начальника.
З 17 листопада 1918 служив у 1-му дієвому полку ім. В. Винниченка Дієвої армії УНР. 23 січня 1919 р. був поранений у бою під Дубровицею, після лікування повернувся до свого полку, з рештками якого 24 травня 1919 р. влився до 8-го Чорноморського полку 3-ї (згодом — Залізної) дивізії Дієвої армії УНР. 18 липня 1919 був поранений у бою під м. Комаргород. Після одужання з 24 вересня 1919 по 5 березня 1920 року служив у Корпусі кордонної охорони УНР помічником командира загону. Згодом обійняв посаду скарбника Подільської бригади. 15 березня 1920 року Семену Якерсону присвоєно військове звання сотника.
Під час спільного українсько-польського наступу на Київ, у травні-липні 1920 року, Семен Якерсон командир Технічної сотні в 6-му запасному гарматному курені та гарматному курені 1-ї Кулементної дивізії Армії УНР.
Семен Якерсон командував Технічною сотнею бронепотяга «На Україну» з 2 по 11 вересня 1920 року.
М. Скидан у своїх спогадах «Шлях 1-го Галицького Корпусу в поході на Київ» так розповідав про сотника Янкерсона та його життєве кредо:

На одній з вулиць Бердичева, випадково зустрів в уніформі українського старшини, свого давнього знайомого жида Янкерсона, пізніше студента Української Господарської Академії в Подєбрадах, а тепер інженера. Перед цим він був ранений, чи контужений. Ходив він по Бердичеві, як та біла ворона. Переказує мені, що всі дуже дивуються, як він може служити в Української Армії, коли вона робить погроми. Що він на їхнє здивованнє відповідає всім однаково, а саме радить іти в Армію і воювати за Україну, тоді про погроми вони не почують.

У 1920-х рр. жив на еміграції в Польській республіці. У 1927 р. закінчив гідротехнічний відділ Української господарської академії в Подєбрадах, потому працював інженером у Празі. Під час Другої світової війни потрапив у нацистський концтабір Терезієнштадт, проте зміг вижити.
Помер 27 березня 1951 року в місті Прага.

## Якерсон у поезії
Український поет Леонід Полтава присвятив сотнику Якерсону поему. В епіграф поет помістив такі слова: «Про жида С. Якерсона — сотника Армії УНР. Написана під враженням розповіді в Нью-Йорку поета і есеїста Євгена Маланюка — старшини армії УНР».

Яв чи сон? — 
Якерсон!..

Якерсон — Наполеон…

Хто ж то буде утікати

В теплі хати, у халати,

У жилети, у щиблети,

В славу давньої пори — 
В шабісові вечори?

Може й буде… може й сон… — 
Та не Сьома Якерсон.

## Ушанування пам'яті
6 грудня  у Вінниці відкрито меморіальну дошку на честь Семена Якерсона. Дошку встановлено з ініціативи благодійного фонду «Героїка». На меморіальному барельєфі Якерсона зображено в українському однострої, поряд виконано напис двома мовами: українською та їдишем (рідною мовою сотника).